# Lubě
Lubě (v horském nářečí Lobja) je obec v okrese Blansko v Jihomoravském kraji. Žije zde 104 obyvatel.

## Název
Jméno vesnice znělo původně Lubja  a bylo odvozeno od osobního jména Lub (což byla domácká podoba některého jména obsahujícího Lub-, např. Lubhost, Lubmír). Význam místního jména byl "Lubova ves/lhota". Hlásková změna a > e je po měkkých samohláskách pravidelná. Pravidelná je i změna u > i po měkkých souhláskách (počáteční L- bylo měkké), což se odrazilo v některých zápisech (např. 1406: Libí), ale u tohoto jména se neprosadila.

## Historie
Nejstarší zpráva pochází z roku 1360, kdy se obec hlásila k bukovskému panství. K roku 1368 je v zemských deskách zaznamenána podoba názvu Lyby. Falzum z 12. století zmiňuje obec již v roce 1073, kdy je zde připomínán zdejší potok Lubě. Od 16. století byla obec rozdělena mezi pány z Černé Hory a pány z Lomnice.
Na začátku 17. století zde bylo 17 domů, z nich bylo po třicetileté válce 6 pustých. V roce 1846 zde bylo 23 domů se 131 obyvateli. V roce 1900 šlo o 28 domů a 157 obyvatel.

## Obyvatelstvo
| Rok            | 1869 | 1880 | 1890 | 1900 | 1910 | 1921 | 1930 | 1950 | 1961 | 1970 | 1980 | 1991 | 2001 | 2011 | 2021 |
| -------------- | ---- | ---- | ---- | ---- | ---- | ---- | ---- | ---- | ---- | ---- | ---- | ---- | ---- | ---- | ---- |
| Počet obyvatel | 155  | 129  | 159  | 157  | 175  | 194  | 181  | 147  | 160  | 144  | 119  | 95   | 105  | 98   | 96   |
| Počet domů     | 25   | 28   | 28   | 26   | 30   | 30   | 31   | 35   | 32   | 34   | 31   | 36   | 37   | 45   | 45   |

## Obecní správa a politika
Mezi lety 1850–1879 Lubě patřilo jako osada obce k Hlubokému u Kunštátu v okrese Boskovice. Od roku 1880 je obcí v okrese Boskovice (1880–1930) a později v okrese Blansko.

### Politika
V letech 2006–2010 působil jako starosta Josef Filka, od roku 2010 tuto funkci zastává Jana Formánková.

### Obecní symboly
Znak a vlajka byly obci uděleny rozhodnutím předsedy Poslanecké sněmovny Parlamentu České republiky dne 15. dubna 2010.

## Pamětihodnosti
- Kaple Narození Panny Marie